# Toby Alderweireld
Tobias Albertine Maurits Alderweireld (phát âm tiếng Hà Lan: [ˈtoːbi ˈɑldərβ̞ɛːrəlt]; sinh ngày 2 tháng 3 năm 1989) là một cầu thủ bóng đá chuyên nghiệp người Bỉ hiện đang thi đấu cho câu lạc bộ Belgian Pro League Royal Antwerp ở vị trí trung vệ.
Alderweireld bắt đầu sự nghiệp chuyên nghiệp của mình tại câu lạc bộ Ajax của Hà Lan, nơi anh đã giành được các danh hiệu trong đó có ba danh hiệu Eredivisie liên tiếp. Năm 2013, anh chuyển đến Atlético Madrid, nơi anh giành La Liga và lọt vào trận chung kết UEFA Champions League trong mùa giải đầu tiên.
Bắt đầu khoác áo đội tuyển Bỉ từ năm 2009, Alderweireld đã có hơn 100 lần ra sân cho đội tuyển quốc gia và đại diện cho nước này tham dự các giải đấu lớn là World Cup 2014, Euro 2016, World Cup 2018 và Euro 2020.

## Câu lạc bộ sự nghiệp

### Ajax
Sinh ra tại Antwerp,[5] Alderweireld chuyển đến học viện trẻ của Ajax vào tháng 8 năm 2004 từ Germinal Beerschot. Vào ngày 22 tháng 2 năm 2007, anh đã ký hợp đồng chuyên nghiệp đầu tiên, buộc anh đến câu lạc bộ cho đến ngày 30 tháng 6 năm 2010.[6] Anh được thăng hạng lên đội một cho mùa giải 2008-09, nhưng chỉ ra mắt đội một vào ngày 18 tháng 1, trong chiến thắng 4-2 trước NEC.[7] Vào ngày 26 tháng 2, anh có trận ra mắt tại châu Âu trong trận hòa 1-1 với Fiorentina tại UEFA Cup.[8]Mặc dù chỉ xuất hiện vài lần trong phần còn lại của mùa giải, anh được gia hạn hợp đồng dài hạn mới cho đến năm 2014. 
Trong giai đoạn đầu của mùa giải 2009-2010, Alderweireld đã tự lập ở đội một và bắt đầu khóa XI. Anh trở thành trung vệ được lựa chọn đầu tiên cùng với người đồng hương người Bỉ Jan Vertonghen sau sự ra đi của cựu đội trưởng Thomas Vermaelen tới Arsenal.[10] Huấn luyện viên Ajax mới Martin Jol ca ngợi hai hậu vệ và giữ niềm tin vào bộ đôi này sau chuỗi thành tích tốt.[11][12] Trong chiến thắng 3-0 trước Heracles vào ngày 4 tháng 9, anh đã ghi bàn thắng đầu tiên cho câu lạc bộ khi anh mở tỷ số bằng cú đánh đầu từ cú đá phạt góc của Luis Suárez.[13] Ngày 27 tháng 1, anh ghi bàn gỡ hòa muộn trong hiệp phụ trong trận tứ kết Cúp KNVB với NEC; Siem de Jong đã ghi bàn năm phút trước khi tiếng còi mãn cuộc vang lên để giành chiến thắng 3-2 cho Ajax. Vào cuối mùa giải 2009-10, Alderweireld được vinh danh là Tài năng của năm.[14] Ông tự bảo đảm mình có một vị trí trong sách lịch sử của gã khổng lồ Eredivisie vào ngày 3 tháng 11 năm 2011, hướng đến mục tiêu UEFA Champions League thứ 100 của Ajax trong trận thua 2 trận đấu của Nhóm11 do Nhómererre đánh bại.[15] Trong mùa giải 20101111, anh đã ghi một cú sút xa 25 yard tuyệt đẹp tại San Siro trước đối thủ của nhóm Champions League Milantrong chiến thắng 2 trận0 trên sân khách. Anh ấy đã theo đuổi mục tiêu ngoạn mục này với một cuộc tấn công 32 yard thậm chí ấn tượng hơn chống lại Feyenoord trong một chiến thắng trên sân nhà 2. Trong mùa giải 201112, Alderweireld đã có những bước tiến đáng kể trong khả năng là một cầu thủ bóng đá, cũng hình thành mối quan hệ đối tác đáng gờm trong trung tâm của hàng phòng ngự Ajax với đội trưởng và đồng đội người Bỉ Jan Vertonghen. Alderweireld cũng cho thấy một số khả năng tấn công ấn tượng, ghi một bàn thắng đáng chú ý chống lại Heerenveen.
Vào ngày 5 tháng 8 năm 2012, trong cuộc chạm trán Johan Cruyff Shield với PSV, Alderweireld đã ghi bàn cho Ajax ở phút thứ 44, đưa câu lạc bộ của anh trở lại trong một sự khác biệt về bàn thắng vào giờ nghỉ giải lao 2 trận1. Thật không may, đó là trận đấu mà Ajax sẽ thua 4 trận2, biến nó trở thành Khiên bảo vệ Johan Cruyff thứ ba mà Alderweireld tham gia và kết thúc với tư cách là á quân. Tuy nhiên, mùa 20121313 sau đó sẽ là một năm thành công, đánh dấu năm thứ ba liên tiếp Alderweireld chơi bóng đá Champions League và cũng giành được Eredivisie thứ ba liên tiếpdanh hiệu cho Ajax và thứ 32 nói chung, đã chơi ở vị trí trung vệ khởi đầu cho Ajax trong cả ba lần theo đuổi chức vô địch. Alderweireld đã ghi thêm ba bàn mùa đó cho Ajax, bao gồm hai bàn trong mùa giải thường gặp PEC Zwolle và Twente, cũng như ghi một bàn thắng khác trong chiến thắng 2 trận 0 trên sân nhà trước Steaua București tại Amsterdam Arena, ở lượt đi Vòng 32 tại Giải đấu UEFA Europa League 2012. Bị lôi kéo vào một nhóm với Manchester City, Real Madrid và cuối cùng là á quân Borussia Dortmund Trong chiến dịch Champions League, Ajax đã tham dự Europa League ở giai đoạn loại trực tiếp khi giành được vị trí thứ ba trong nhóm của họ, nhưng không thể tiến lên, thua trong trận đấu lượt về ở Romania 4 trận2 trên chấm đá phạt sau hiệp phụ.

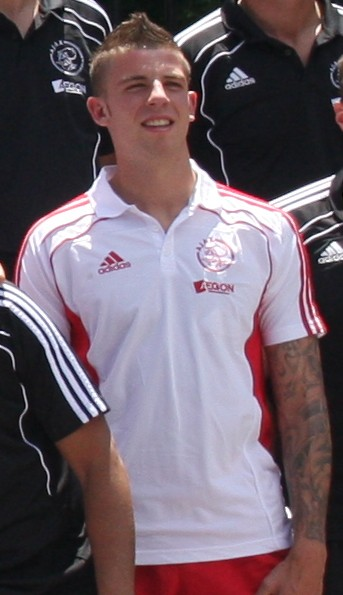
Alderweireld khoác áo Ajax

Với một năm còn lại trong hợp đồng của mình, Alderweireld đã quyết định không gia hạn hợp đồng với Ajax, sau đó nhận được rất nhiều sự quan tâm trong suốt mùa giải, với việc Lever Leverususen, Liverpool, Napoli và Norwich City được nhắc đến nhiều nhất hậu vệ.

### Atlético Madrid
Vào ngày 2 tháng 9 năm 2013, Alderweireld gia nhập Atlético Madrid theo hợp đồng bốn năm với mức phí chuyển nhượng ước tính 7 triệu euro (6,16 triệu bảng).[18] [19] Anh chơi 12 trận khi câu lạc bộ giành La Liga; vào ngày 11 tháng 5, anh đứng đầu mục tiêu duy nhất của mùa giải, một bàn gỡ hòa trong trận hòa 1 sân1 với Málaga trong vòng đấu áp chót, đảm bảo rằng Atlético vẫn còn trong cuộc đua danh hiệu.[20]Alderweireld đã chơi bảy phút cuối cùng và hiệp phụ của trận chung kết Champions League 2014 cho Atlético thay cho Filipe Luís; đội đã đánh bại đối thủ thành phốReal Madrid 1 trận0 khi anh vào sân chơi, nhưng Atlético cuối cùng đã thua 1 trận4.[21]

#### Southampton (cho mượn)
Alderweireld đã được gửi vào một hợp đồng cho mượn kéo dài đến tiếng Anh Premier League phía Southampton trên 01 tháng 9 năm 2014, với các tùy chọn cho Southampton để mua anh vào cuối mùa giải.[22] [23] Anh ra mắt Southampton vào ngày 13 tháng 9, giúp giữ sạch lưới trong chiến thắng 4 trận0 trước Newcastle United.[24] Vào ngày 26 tháng 12, anh ghi bàn thắng đầu tiên cho câu lạc bộ, thứ ba của Southampton trong chiến thắng 3 trận1 trên sân khách trước Crystal Palacebằng cú đá phạt góc của James Ward-PrTHER.[25]
Southampton có lựa chọn 6,8 triệu bảng để mua Alderweireld, nhưng vào tháng 7 năm 2015, Atlético đã hủy điều khoản 1,5 triệu bảng để bán cho người trả giá cao nhất.[26] Các báo cáo sau đó cho rằng Atlético đã không thực hiện việc mua đứt kịp thời.[27]

### Tottenham Hotspur
Vào ngày 8 tháng 7 năm 2015, Alderweireld đã gia nhập Tottenham Hotspur trong một hợp đồng năm năm kéo dài đến mùa hè năm 2020 tại White Hart Lane, mặc dù Southampton đe dọa hành động pháp lý về việc chuyển nhượng.[28] Phí chuyển nhượng ước tính là 11,5 triệu bảng.[29] Tại Spurs, anh được đoàn tụ với các đồng đội cũ của Ajax là Christian Eriksen và Jan Vertonghen, những người trước đây đã gia nhập phía bắc London từ Ajax. Vào ngày 30 tháng 7, Alderweireld đã ra mắt câu lạc bộ của mình trong Trò chơi All-Star MLS 2015 ở Denver, Colorado. Trong trận thua 2 trận1, Alderweireld bắt đầu trận đấu và được thay thế bởi Federico Fazio sau 62 phút.[30]

#### Mùa 2015/2016
Vào ngày 26 tháng 9, Alderweireld đã ghi bàn thắng đầu tiên cho Tottenham trong chiến thắng 4 trận1 trước Manchester City tại White Hart Lane.[31] Mục tiêu thứ hai của anh cho câu lạc bộ là trong một chiến thắng 4 trận1 trước đối thủ London West Ham United vào ngày 22 tháng 11.[32] Vào ngày 5 tháng 3 năm 2016, tại trận derby Bắc Luân Đôn thứ 183, Alderweireld đã ghi bàn cho Tottenham trong trận hòa 2 trận2 với Arsenal.[33] Một tháng sau, anh là cầu thủ ghi bàn thứ hai của Spurs trong chiến thắng 3 trận0 trước Manchester United.[34]

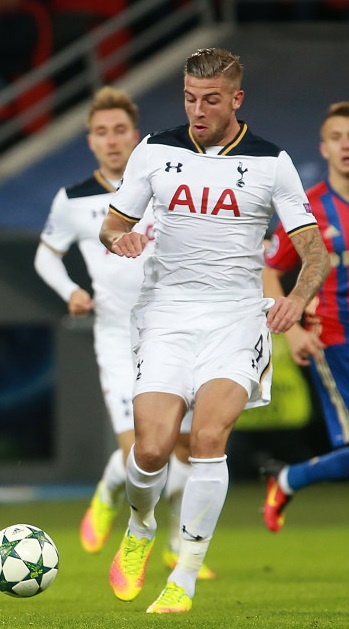
Alderweireld thi đấu cho Tottenham

Trong mùa giải đầu tiên tại Tottenham, Alderweireld đã được các nhà bình luận công nhận là một trong những hậu vệ hay nhất Premier League, [35] [36] [37] hình thành quan hệ đối tác phòng ngự trung tâm ấn tượng với đồng nghiệp đội tuyển quốc gia Jan Vertonghen, [38] [39 ] ] [40] và sau đó là Kevin Wimmer người Áo.[41] Hình thức này giúp Tottenham đạt được thành tích phòng ngự tốt nhất tại Premier League, với chỉ 25 bàn thua sau 34 trận.[42] Trong mùa giải, câu lạc bộ có số bàn thua thấp nhất (35) tại Premier League.[43] Anh được chọn làm trung vệ cho Đội PFA của năm.

#### Mùa 2016/2017
Trong mùa giải 20161717, anh thường xuyên có mặt trong đội hình xuất phát của Spurs cho đến khi chấn thương kéo dài ở West Bromwich Albion vào ngày 15 tháng 10.[45] Chấn thương này đã giữ anh trong danh sách chấn thương trong vài tuần, [46] cho đến khi anh trở lại Champions League như một sự thay thế chống lại CSKA Moscow vào ngày 7 tháng 12.[47] Alderweireld chọn mục tiêu cuối cùng của mùa giải cho Tottenham, đến với chiến thắng 7 trận1 trước Hull City đã xuống hạng vào ngày 21 tháng 5 năm 2017.[48]Anh là một phần của hàng phòng ngự Tottenham đạt kỷ lục phòng ngự tốt nhất trong lịch sử câu lạc bộ, chỉ có 26 bàn thua ở Premier League mùa này (chỉ 9 trong số đó bị thủng lưới trong các trận đấu tại nhà), tốt hơn 6 so với kỷ lục trước đó là 32 thừa nhận đã được thiết lập trong mùa giải 1908 1909 ở giải hạng hai.[49]

#### Mùa 2017/2018
Alderweireld đã chơi trong tất cả các trận đấu ở Premier League và Champions League từ đầu mùa giải 20171818, nhưng vào ngày 1 tháng 11 năm 2017, anh đã gặp chấn thương gân kheo trong trận đấu với Real Madrid khi kết thúc với chiến thắng 3 trận1.[50] Chấn thương sẽ khiến anh ấy rời khỏi đội trong vài tháng.[51] Vào ngày 7 tháng 2 năm 2018, anh trở lại đội hình xuất phát trong trận đấu lại vòng bốn Cúp FA với Newport County, nơi Tottenham giành chiến thắng 2 trận0.[52] Tuy nhiên, chấn thương gân cơ gân kheo của anh ấy phải chịu trong khi tập luyện hai tuần sau đó có nghĩa là anh ấy lại ra khỏi đội.

## Sự nghiệp quốc tế
Alderweireld lần đầu tiên đại diện cho Bỉ ở cấp độ dưới 17 vào tháng 10 năm 2005 và tham gia Giải vô địch UEFA U17 năm 2006. Sau khi mùa giải 20080909 kết thúc, anh ra mắt đội tuyển Bỉ trong một giải đấu giao hữu. Tuy nhiên, sự ra mắt đầy đủ của anh ấy đã diễn ra ba tháng sau đó trong trận đấu với CH Séc. Anh ấy có tên trong một số đội tuyển vòng loại World Cup 2010, nhưng chủ yếu là một người thay thế không sử dụng. Vào tháng 10 năm 2009, anh vào sân trong hiệp hai thay thế cho Daniel Van Buyten trong trận thua 2 trận0 trước Estonia.
Alderweireld được triệu tập vào đội U21 Bỉ cho vòng loại Giải vô địch UEFA U21 2011 gặp Ukraine vào ngày 13 tháng 11 năm 2009, với trận đấu kết thúc 2 trận0 với Ukraine. Anh đã chơi ngay trong trận đấu vòng loại UEFA Euro 2012 với Thổ Nhĩ Kỳ vào ngày 7 tháng 9 năm 2010.
Vào ngày 13 tháng 5 năm 2014, Alderweireld có tên trong đội hình để đến FIFA World Cup 2014.[54] Anh bắt đầu trong tất cả năm trận đấu của Bỉ, bao gồm cả trận thua 1 trận0 trước Argentina ở tứ kết.

## Thống kê sự nghiệp

### Câu lạc bộ
Tính đến ngày 14 tháng 3 năm 2021.
| Câu lạc bộ          | Mùa giải            | Giải đấu            | Giải đấu | Giải đấu | Cúp quốc gia | Cúp quốc gia | Châu Âu | Châu Âu | Khác | Khác | Tổng cộng | Tổng cộng |
| Câu lạc bộ          | Mùa giải            | Hạng                | Trận     | Bàn      | Trận         | Bàn          | Trận    | Bàn     | Trận | Bàn  | Trận      | Bàn       |
| ------------------- | ------------------- | ------------------- | -------- | -------- | ------------ | ------------ | ------- | ------- | ---- | ---- | --------- | --------- |
| Ajax                | 2008–09             | Eredivisie          | 5        | 0        | 0            | 0            | 3       | 0       | 0    | 0    | 8         | 0         |
| Ajax                | 2009–10             | Eredivisie          | 31       | 2        | 6            | 1            | 8       | 0       | 0    | 0    | 45        | 3         |
| Ajax                | 2010–11             | Eredivisie          | 26       | 2        | 4            | 0            | 12      | 3       | 1    | 0    | 43        | 5         |
| Ajax                | 2011–12             | Eredivisie          | 29       | 1        | 3            | 0            | 7       | 1       | 1    | 1    | 40        | 3         |
| Ajax                | 2012–13             | Eredivisie          | 33       | 2        | 3            | 0            | 8       | 1       | 1    | 1    | 45        | 4         |
| Ajax                | 2013–14             | Eredivisie          | 4        | 0        | 0            | 0            | 0       | 0       | 1    | 0    | 5         | 0         |
| Ajax                | Tổng cộng           | Tổng cộng           | 128      | 7        | 16           | 1            | 38      | 5       | 4    | 2    | 186       | 15        |
| Atlético Madrid     | 2013–14             | La Liga             | 12       | 1        | 6            | 1            | 4       | 0       | 0    | 0    | 22        | 2         |
| Southampton (mượn)  | 2014–15             | Premier League      | 26       | 1        | 2            | 0            | 0       | 0       | 0    | 0    | 28        | 1         |
| Tottenham Hotspur   | 2015–16             | Premier League      | 38       | 4        | 1            | 0            | 16      | 0       | 0    | 0    | 55        | 4         |
| Tottenham Hotspur   | 2016–17             | Premier League      | 30       | 1        | 4            | 0            | 5       | 1       | 0    | 0    | 39        | 2         |
| Tottenham Hotspur   | 2017–18             | Premier League      | 14       | 0        | 2            | 0            | 5       | 0       | 1    | 0    | 22        | 0         |
| Tottenham Hotspur   | 2018–19             | Premier League      | 34       | 0        | 0            | 0            | 12      | 0       | 4    | 0    | 50        | 0         |
| Tottenham Hotspur   | 2019–20             | Premier League      | 33       | 2        | 3            | 0            | 6       | 0       | 0    | 0    | 42        | 2         |
| Tottenham Hotspur   | 2020–21             | Premier League      | 18       | 1        | 3            | 0            | 5       | 0       | 1    | 0    | 27        | 1         |
| Tottenham Hotspur   | Tổng cộng           | Tổng cộng           | 167      | 8        | 13           | 0            | 48      | 1       | 6    | 0    | 235       | 9         |
| Tổng cộng sự nghiệp | Tổng cộng sự nghiệp | Tổng cộng sự nghiệp | 333      | 17       | 37           | 2            | 90      | 6       | 10   | 2    | 470       | 27        |

### Quốc tế

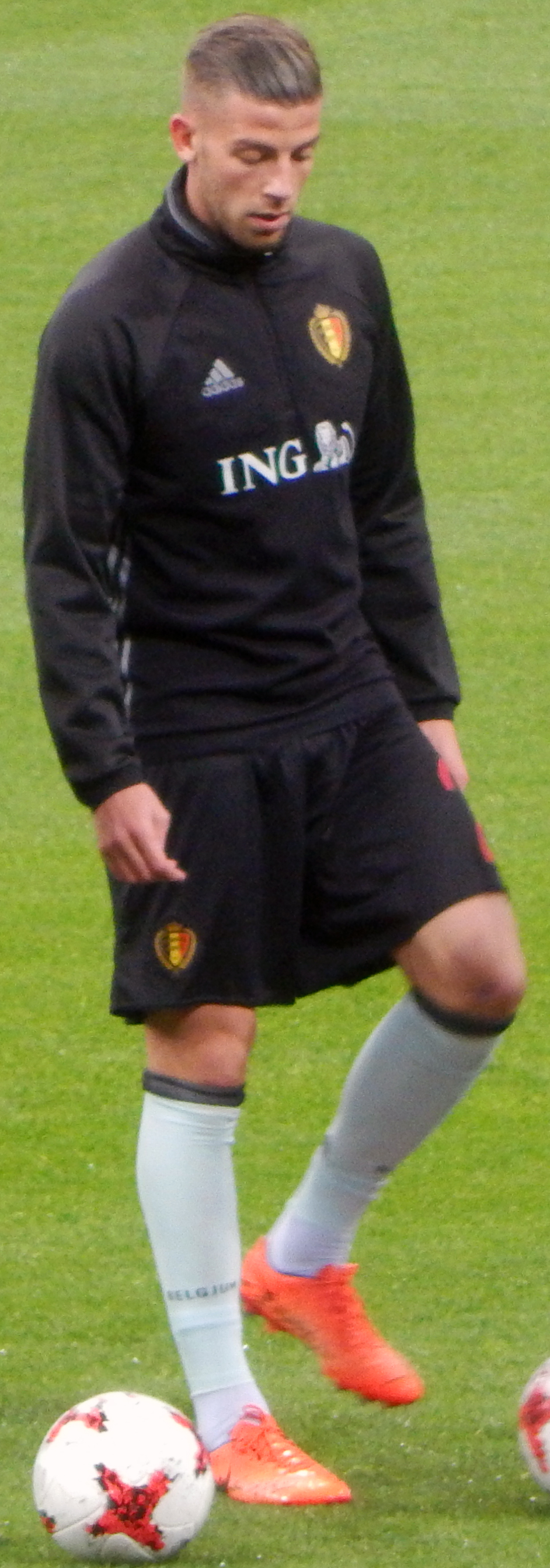
Alderweiereld trong màu áo đội tuyển quốc gia năm 2017

Tính đến ngày 1 tháng 12 năm 2022
| Đội tuyển quốc gia | Năm       | Trận | Bàn |
| ------------------ | --------- | ---- | --- |
| Bỉ                 |           |      |     |
| 2009               | 4         | 0    |     |
| 2010               | 6         | 0    |     |
| 2011               | 5         | 0    |     |
| 2012               | 5         | 0    |     |
| 2013               | 11        | 1    |     |
| 2014               | 13        | 0    |     |
| 2015               | 9         | 0    |     |
| 2016               | 12        | 2    |     |
| 2017               | 8         | 0    |     |
| 2018               | 15        | 0    |     |
| 2019               | 10        | 2    |     |
| 2020               | 6         | 0    |     |
| 2021               | 14        | 0    |     |
| 2022               | 9         | 0    |     |
| Tổng cộng          | Tổng cộng | 127  | 5   |

### Bàn thắng quốc tế
Tính đến ngày 10 tháng 10 năm 2019.
| # | Ngày                 | Địa điểm                                    | Số trận | Đối thủ              | Bàn thắng | Kết quả | Giải đấu                 |
| - | -------------------- | ------------------------------------------- | ------- | -------------------- | --------- | ------- | ------------------------ |
| 1 | 19 tháng 11 năm 2013 | Sân vận động Nhà vua Baudouin, Brussels, Bỉ | 31      | Nhật Bản             | 2–3       | 2–3     | Giao hữu                 |
| 2 | 26 tháng 6 năm 2016  | Sân vận động Thành phố, Toulouse, Pháp      | 59      | Hungary              | 1–0       | 4–0     | Euro 2016                |
| 3 | 7 tháng 10 năm 2016  | Sân vận động Nhà vua Baudouin, Brussels, Bỉ | 63      | Bosna và Hercegovina | 3–0       | 4–0     | Vòng loại World Cup 2018 |
| 4 | 9 tháng 9 năm 2019   | Hampden Park, Glasgow, Scotland             | 94      | Scotland             | 3–0       | 4–0     | Vòng loại Euro 2020      |
| 5 | 10 tháng 10 năm 2019 | Sân vận động Nhà vua Baudouin, Brussels, Bỉ | 99      | San Marino           | 5–0       | 9–0     | Vòng loại Euro 2020      |

## Danh hiệu

### Câu lạc bộ
Ajax
- Eredivisie: 2010–11, 2011–12, 2012–13
- KNVB Cup: 2009–10
- Johan Cruyff Shield: 2013

Atlético Madrid
- La Liga: 2013–14

Al-Duhail
- Emir of Qatar Cup: 2022

Antwerp
- Belgian Pro League: 2022–23
- Belgian Cup: 2022–23
- Belgian Super Cup: 2023

### Quốc tế
- Hạng ba FIFA World Cup: 2018